# Дийпфейк
Дийпфейк (от английски: deepfake – словосливане на думите „дълбок“ и „фалшив“) или дълбока фалшификация е технология, която използва форма на изкуствен интелект, съчетана с машинно обучение, за да се заменят във видеоклип или аудиозапис изказвания или действия на различни хора. Макар че създаването на фалшиво медийно съдържание не е ново явление, дълбоката фалшификация се използва за манипулиране или генериране на визуално съдържание, нерядко целящо измама, заблуда, или друга користна цел.
Изкуственият интелект при тези разработки „изучава“ лицевите движения.

## Технологии
Дийпфейк са видеоклипове или аудиозвуци, създадени от изкуствен интелект. Включва обучение на генеративни архитектури на изкуствени невронни мрежи като автоенкодери (автокодификатори).

## Текстови синтез
Текстовият синтез са аналогични дейности и следствие от дийпфейк, но по отношение на речта и звука, докато дълбоката фалшификация се отнася за визуални модели или комбинирани такива.